# Aglossosia fuscicincta
Aglossosia fuscicincta là một loài bướm đêm thuộc phân họ Arctiinae, họ Erebidae.